# Taborišče za vojne ujetnike
 Taborišče za vojne ujetnike  je zapor, v katerem so med vojno zaprti sovražnikovi vojaki (imajo status vojnih ujetnikov), ki so bili zajeti.
Pri ravnanju z zaporniki naj bi se upoštevali minimalni standardi, nad katerimi bedi Mednarodni komite Rdečega križa.